# Парк Строителей (Ростов-на-Дону)
Парк Строителей, также Парк Культуры Строителей — один из парков Ростова-на-Дону, который был заложен в начале XX века на месте мещанской усадьбы. Парк расположен в Октябрьском районе города.

## История
Раньше на месте парка Строителей находился Новопоселенский сад. Он был основан в 1903 году, в период строительства здания Народного театра. Раньше на этом месте располагалась усадьба мещанина Гарбуза, которая пользовалась дурной славой, а около поместья находился Гарбузкин сад, названный по фамилии владельца имения. На территории сада были посажены целые участки с фруктовыми деревьями. Попасть в Новопоселенский сад можно было с нескольких сторон, потому что существовало несколько входов. Первый вход находился со стороны Будённовского проспекта, и он считался главным входом. Второй был расположен со стороны переулка Почтового, напротив 5-й улицы. Со стороны улицы 6-й было расположено 2 аллеи, одна шла от главного входа к входу с переулка Почтового и выходила на 5-ю улицу. Другая аллея шла перпендикулярно первой, начиналась от северного входа с 6-й улицы, и доходила до места, где позже была построена закрытая эстрада. Со временем в юго-западной части парка появилась танцплощадка. Вдоль Почтового переулка, на территории от входа до улицы 6-й был построен летний ресторан. Территория парка разбивалась на квадраты, ее пересекали дорожки, которые были засыпаны тырсой. Со временем здесь посадили липы, акации, декоративные кустарники и сделали клумбы. Первой оградой сада была металлическая решетка, со временем появился кирпичный забор. На северо-восточной стороне парка был расположен летний театр: деревянная конструкция, которая содержала раздвижные жалюзи, использовавшиеся для проветривания помещения.
По состоянию на 1909 год Новопоселенский сад был одним из двух существующих садов Ростова-на-Дону для городского пользования — вторым объектом такого плана был назван Городской сад. Территория обоих садов была занята насаждениями деревьев, общая площадь которых занимала 13 десятин земли. На сохранившемся плане города согласно редакции 1911 года, территория зеленых насаждений носила название именно Новопоселенского сада.
Территория Новопоселенского сада в городе Ростове-на-Дону располагалась между Почтовым переулком и Таганрогским проспектом, проходила по Шестой улице. В документах сохранились упоминания о саде, созданные до 1917 года.
Затем Новопоселенский сад был переименован и стал называться парком имени В. Маяковского. Это произошло в период 1940-х — 1950-х годов. Его владельцем стал Окружной Дом Офицеров СКВО. В этот период парк был благоустроен и отреставрирован, были приведены в порядок клумбы, появились новые зеленые насаждения. Главную аллею парка заасфальтировали, а газоны очистили. По территории парка появились новые скамейки, были оборудованы волейбольная и теннисная площадка. В период с весны до осени на оборудованной киноплощадке проходил просмотр хроникально-документальных фильмов. В 1960-х годах военные оставили это место, в течение десятилетия благоустройством парка никто не занимался, все пришло в упадок. При мэре города Г. Е. Коновалове, заборы вокруг парка были сломаны. Парк стали посещать горожане, в результате чего многие клумбы и газоны были вытоптаны, а скамейки и другие объекты — сломаны.
Парк был переименован в Парк Культуры Строителей и торжественно открыт 7 ноября 1976 года. Он опять стал посещаться людьми и считаться местом отдыха. В конце 1970-х годов в парке на специальную аллею молодожёнов приезжали новобрачные после регистрации, для того, чтобы посадить свое дерево. Аллея становилась больше, но к концу XX века не сохранилась. В 1987 году на северной части парка появился памятник жертвам сталинских репрессий.
В конце XX — в начале XXI века парк находится в неудовлетворительном состоянии. От прежних дорожек, клумб и планировки в целом мало что осталось. Был уничтожен декоративный кустарник и многие другие насаждения и объекты.